# Giải thưởng thường niên TVB cho Nam nhân vật được yêu thích nhất
Giải thưởng thường niên TVB cho Nam nhân vật được yêu thích nhất (tiếng Anh: TVB Anniversary Award for Most Popular Male Character) là một trong những hạng mục của Giải thưởng thường niên TVB được tổ chức hàng năm bởi TVB. Giải thưởng nhằm tôn vinh nam diễn viên với vai diễn được yêu thích nhất trong các bộ phim truyền hình TVB trong năm.
Giải thưởng được trao lần đầu vào năm 2006 với tên "My Favourite Male Television Role (我最喜愛的電視男角色)". Từ năm 2013 tên chính thức của giải thưởng là "Most Popular Male Television Role (最受歡迎電視男角色)".

## Diễn viên giành giải và được đề cử
Đây là danh sách top 5 diễn viên được đề cử tính từ năm 2006. Diễn viên giành giải được xếp đầu tiên và tô đậm. Không có top 5 từ năm 2012 đến 2014.

### 2000s
| Năm               | Diễn viên             | Tên phim                       | Tên phim tiếng Anh                                  | Vai diễn |
| ----------------- | --------------------- | ------------------------------ | --------------------------------------------------- | -------- |
| 2006              |                       |                                |                                                     |          |
| Mã Tuấn Vỹ        | Nối nghiệp            | Safe Guards                    | Thượng Trí                                          |          |
| Trịnh Gia Dĩnh    | Khúc nhạc tình yêu    | Under the Canopy of Love       | Thẩm Lãng                                           |          |
| Lâm Phong         | Đáng mặt nữ nhi       | La Femme Desperado             | Tề Khoan                                            |          |
| Lâm Bảo Di        | Bão cát               | The Dance of Passion           | Diêm Vạn Hi                                         |          |
| Mã Đức Chung      | Phụng hoàng lầu       | Maidens Vow                    | Dư Tứ, Lý Cát Tường, Đái Lập Quân, và Phương Gia An |          |
| 2007              |                       |                                |                                                     |          |
| Trần Hào          | Sóng gió gia tộc      | Heart of Greed                 | Đường Chí An                                        |          |
| Hạ Vũ             | Sóng gió gia tộc      | Heart of Greed                 | Đường Nhân Giai                                     |          |
| Lâm Phong         | Sóng gió gia tộc      | Heart of Greed                 | Trình Lượng                                         |          |
| Âu Dương Chấn Hoa | Nỗi lòng của cha      | Fathers and Sons               | Mẫn Thiên Tứ/Lữ Gia Toàn                            |          |
| Hoàng Tử Hoa      | Men Dont Cry          | Men Dont Cry                   | Hà Kỳ Kiên                                          |          |
| 2008              |                       |                                |                                                     |          |
| Lâm Phong         | Sức mạnh tình thân    | Moonlight Resonance            | Cam Vĩnh Hảo                                        |          |
| Mã Quốc Minh      | Quy luật sống còn 2   | Survivors Law II               | Tân Vạn Quân                                        |          |
| Quách Tấn An      | Đội điều tra đặc biệt | D.I.E.                         | Vu Tử Lãng                                          |          |
| Tạ Thiên Hoa      | Nữ hoàng cổ phiếu     | The Money-Maker Recipe         | Hoàng Tử Thông                                      |          |
| Hạ Vũ             | Sức mạnh tình thân    | Moonlight Resonance            | Cam Thái Tổ                                         |          |
| 2009              |                       |                                |                                                     |          |
| Lê Diệu Tường     | Xứng danh tài nữ      | Rosy Business                  | Sài Cửu                                             |          |
| Trần Hào          | Lấy chồng giàu sang   | The Gem of Life                | Hạ Triết Nam                                        |          |
| Tạ Thiên Hoa      | Học cảnh truy kích    | E.U.                           | Lương Tiếu Đường                                    |          |
| Hoàng Tử Hoa      | Kẻ đánh thuê          | You're Hired                   | Mạch Đề Sản                                         |          |
| Trịnh Gia Dĩnh    | Cung tâm kế           | Beyond the Realm of Conscience | Cao Hiển Dương                                      |          |

### 2010s
| Năm               | Diễn viên            | Tên phim                        | Tên phim tiếng Anh              | Vai diễn |
| ----------------- | -------------------- | ------------------------------- | ------------------------------- | -------- |
| 2010              |                      |                                 |                                 |          |
| Lâm Phong         | Vụ án bí ẩn          | The Mysteries of Love           | Cảnh Bác                        |          |
| Mã Tuấn Vỹ        | Tình bạn thân thiết  | A Watchdogs Tale                | Chu Dụng Cung                   |          |
| Mã Quốc Minh      | Thiết mã phục thù    | A Fistful of Stances            | Cố Nhữ Đường                    |          |
| Trần Hào          | Công chúa giá đáo    | Can't Buy Me Love               | Kim Đa Lộc                      |          |
| Lê Diệu Tường     | Nghĩa hải hào tình   | No Regrets                      | Lưu Tỉnh                        |          |
| 2011              |                      |                                 |                                 |          |
| Trịnh Gia Dĩnh    | Tòa án lương tâm     | Ghetto Justice                  | La Lực Á                        |          |
| Trần Triển Bằng   | Chân tướng           | The Other Truth                 | Lưu Tư Kiệt                     |          |
| Tạ Thiên Hoa      | Tiềm hành truy kích  | Lives of Omission               | Lương Tiếu Đường                |          |
| Hoàng Tông Trạch  | Tiềm hành truy kích  | Lives of Omission               | Tô Tinh Bách                    |          |
| Lê Diệu Tường     | Bằng chứng thép 3    | Forensic Heroes III             | Bố Quốc Đống                    |          |
| 2012              |                      |                                 |                                 |          |
| Mã Quốc Minh      | Sứ mệnh 36 giờ       | The Hippocratic Crush           | Trương Nhất Kiện                |          |
| Âu Dương Chấn Hoa | Diệu vũ Trường An    | House of Harmony and Vengeance  | Tai Ming-but / Kiu Po-lung      |          |
| Hoàng Tông Trạch  | Bảo vệ nhân chứng    | Witness Insecurity              | Inspector Hui Wai-sam           |          |
| Trịnh Gia Dĩnh    | Tòa án lương tâm 2   | Ghetto Justice II               | L.A. Law (Law Ba)               |          |
| Trần Hào          | Nấc thang tình yêu   | The Last Steep Ascent           | Miêu Thiên                      |          |
| Miêu Kiều Vỹ      | Ranh giới thiện ác   | Highs and Lows                  | Senior Inspector Gordon Heung   |          |
| Lâm Phong         | Ranh giới thiện ác   | Highs and Lows                  | Senior Inspector Wai Sai-lok    |          |
| Lưu Tùng Nhân     | Danh viện vọng tộc   | Silver Spoon, Sterling Shackles | Chung Trác Vạn                  |          |
| Lê Diệu Tường     | Đại thái giám        | The Confidant                   | Lý Liên Anh                     |          |
| Hoàng Hạo Nhiên   | Đại thái giám        | The Confidant                   | Diêu Song Hỉ                    |          |
| 2013              |                      |                                 |                                 |          |
| Trương Trí Lâm    | Bao la vùng trời 2   | Triumph in the Skies II         | Cố Hạ Dương                     |          |
| Âu Dương Chấn Hoa | Tam thế duyên        | Always and Ever                 | Circle Yuen                     |          |
| Hoàng Tông Trạch  | Hảo tâm tác quái     | A Change of Heart               | Dr. Hugo Yiu Yuet-san           |          |
| Vương Tổ Lam      | Chân trời mơ ước     | Inbound Troubles                | Thái Tâm                        |          |
| Trần Hào          | Pháp ngoại phong vân | Will Power                      | Morris Lee                      |          |
| Miêu Kiều Vỹ      | Hảo tâm tác quái     | A Change of Heart               | Fong Chi-lik (Power)            |          |
| Ngô Trác Hy       | Bao la vùng trời 2   | Triumph in the Skies II         | Đường Diệc Phong                |          |
| Ngô Trấn Vũ       | Bao la vùng trời 2   | Triumph in the Skies II         | Samuel Tong                     |          |
| Lê Diệu Tường     | Pháp ngoại phong vân | Will Power                      | Wilson Yu                       |          |
| Hoàng Hạo Nhiên   | Bãi biển tình yêu    | Slow Boat Home                  | Cheung Po-seng (Cheung Po Tsai) |          |
| Trần Triển Bằng   | Cự luân              | Brothers Keeper                 | Sam Kiu Tin-seng                |          |
| Tiêu Chính Nam    | Cự luân              | Brothers Keeper                 | Lo Wai-son                      |          |
| Ngô Khải Hoa      | Sứ mệnh 36 giờ 2     | The Hippocratic Crush II        | Dr. "Lokman" Lok Man-san        |          |
| Mã Quốc Minh      | Sứ mệnh 36 giờ 2     | The Hippocratic Crush II        | Dr. Cheung Yat-kin              |          |
| Hoàng Tử Hoa      | Mỹ nhân hành động    | Bounty Lady                     | Hương Quảng Nam                 |          |
| 2014              |                      |                                 |                                 |          |
| Hứa Thiệu Hùng    | Sứ đồ hành giả       | Line Walker                     | Đàm Hoan Hỉ                     |          |
| Trần Triển Bằng   | Đơn luyến song thành | Outbound Love                   | Lục Cung Tử                     |          |
| Mã Tuấn Vỹ        | Thủ nghiệp giả       | Storm in a Cocoon               | Phan Gia Dương                  |          |
| Hoàng Tông Trạch  | Ông trùm tài chánh   | The Ultimate Addiction          | Damon Cheuk                     |          |
| Mã Quốc Minh      | Hàn Sơn tiềm long    | Ghost Dragon of Cold Mountain   | Mã Quốc Minh                    |          |
| Quách Tấn An      | Vòng xoáy thiện ác   | Black Heart White Soul          | Cao Triết Hành                  |          |
| Ngô Trác Hy       | Vòng xoáy thiện ác   | Black Heart White Soul          | IP Cheung Lap-fun (Funny)       |          |
| Trương Kế Thông   | Vòng xoáy thiện ác   | Black Heart White Soul          | Mã Khải Nguyên                  |          |
| Miêu Kiều Vỹ      | Sứ đồ hành giả       | Line Walker                     | CIP Cheuk Hoi                   |          |
| Lâm Phong         | Sứ đồ hành giả       | Line Walker                     | Lâm Phong                       |          |
| Ngô Khải Hoa      | Tìm lấy ngày mai     | Tomorrow is Another Day         | Officer Man Seung-sing          |          |
| Vincent Wong      | Tìm lấy ngày mai     | Tomorrow is Another Day         | Officer Kiu Ching-kiu           |          |
| Mã Đức Chung      | Phi hổ 2             | Tiger Cubs 2                    | Triển Hãn Thao                  |          |
| Vương Tổ Lam      | Anh họ, anh được lắm | Come On, Cousin                 | Yau Tin                         |          |
| Lê Diệu Tường     | Danh môn ám chiến    | Overachievers                   | Tưởng Nguyên                    |          |
| 2015              |                      |                                 |                                 |          |
| Trần Triển Bằng   | Trương Bảo Tử        | Captain of Destiny              | Thập nhất bối lặc Mân Hạo       |          |
| Trần Hào          | Chơi với ma          | Ghost of Relativity             | Mễ Khai Lãng                    |          |
| Trương Kế Thông   | Bước lỡ lầm          | Momentary Lapse of Reason       | Kam Wah                         |          |
| Hoàng Thu Sinh    | Kiêu hùng            | Lord of Shanghai                | Kiều Ngạo Thiên                 |          |
| Mã Quốc Minh      | Kiêu hùng            | Lord of Shanghai                | Kiều Ngạo Thiên (thời trai trẻ) |          |
| 2016              |                      |                                 |                                 |          |
| Viên Vỹ Hào       | Anh hùng thành trại  | A fist within four walls        | Đoàn Nghinh Phong               |          |
| Vương Hạo Tín     | Cảnh sát siêu năng   | Over run over                   | Quan Đỉnh Danh                  |          |
| Âu Dương Chấn Hoa | Những người bạn      | House of spirits                | Bảo Hoan                        |          |
| Trần Triển Bằng   | Anh hùng thành trại  | A fist within four walls        | Tả Câu Quyền                    |          |
| Trương Kế Thông   | Con rối hào môn      | Two steps from heaven           | Du Thiên Hằng                   |          |

## Kỷ lục
- Giành nhiều giải nhất: Lâm Phong (2 giải)
- Nhiều đề cử nhất: Lâm Phong (4 lần)
- Diễn viên giành giải trẻ tuổi nhất: Lâm Phong (28 tuổi) năm 2008
- Diễn viên giành giải lớn tuổi nhất: Lê Diệu Tường (45 tuổi) năm 2009
- Diễn viên được đề cử trẻ tuổi nhất: Lâm Phong (26 tuổi) năm 2006
- Diễn viên được đề cử lớn tuổi nhất: Hạ Vũ (62 tuổi) năm 2008